# Державний секретаріат ЗУНР
Державний секретаріат ЗУНР — найвищий виконавчий і розпорядчий орган ЗУНР, уряд республіки згідно з «Тимчасовим основним законом» (малою конституцією) від 13 листопада 1918 року. Створений у Львові 9 листопада 1918 Українською Національною Радою ЗУНР..

## Склад секретаріату
Голова Державного секретаріату, державний секретар фінансів — Кость Левицький. 
Державні секретарі:
- військових справ — Дмитро Вітовський,
- внутрішніх справ — Лонгин Цегельський,
- закордонних справ — Василь Панейко, Степан Витвицький
- судівництва — Сидір Голубович,
- земельних справ — Степан Баран, Михайло Мартинець
- торгівлі та промислу — Ярослав Литвинович,
- шляхів — Іван Мирон,
- пошти і телеграфу — Олександр Пісецький,
- охорони здоров'я — Іван Куровець,
- освіти та віросповідання — Олександр Барвінський,
- громадських робіт — Іван Макух,
- праці й суспільної опіки — Антін Чернецький,
- продовольства (Харчовий уряд)[2] — Степан Федак.

Після того, як Галицька армія залишила Львів, уряд від 24 листопада до 31 грудня 1918 перебував у Тернополі. Із 14 державних секретарів змогли прибути зі Львова К. Левицький, Д. Вітовський, С. Голубович, І. Макух, І. Мирон, В. Панейко, О. Пісецький, Л. Цегельський.
До Державного секретаріату було введено Осипа (Йосипа) Бурачинського.

## Діяльність
Дослідник О. Павлишин вважає, що назва цього державного органу ЗУНР офіційно звучала як "Рада державних секретарів"
Урядовим органом стала газета «Український голос» (з 27 листопада 1918). Уряд ЗУНР звернувся до населення із закликами піднятися на захист республіки, оголосив стан облоги на її території і мобілізацію в армію. Важливим кроком у створенні боєздатної армії було призначення 9 грудня 1918 її командиром Михайло Омеляновича-Павленка та начальником штабу Євгена Мишковського, формування військових частин і відділів жандармерії.
1 грудня 1918 видано «Обіжник до державних повітових комісарів», яким закладено основи державного управління на місцях. Були здійснені заходи для функціонування торгівлі, створення державних запасів товарів, забезпечення правопорядку, боротьби зі спекуляцією тощо.
Уряд вживав конкретних дій щодо об'єднання УНР і ЗУНР в одну державу. Питання злуки обговорювали на його засіданнях 8-9 грудня з участю представника УНР Григорія Сидоренка та 22—23 грудня 1918 з участю віце-президента УНРади ЗУНР Лева Бачинського.
У грудні К. Левицький змушений був залишити пост голови уряду.
4 січня 1919 року УНРада ЗУНР на засіданні в Станиславові (нині Івано-Франківськ) затвердили новий склад Державного секретаріату, його очолив С. Голубович. Із деякими персональними змінами цей уряд діяв до 9 червня 1919 р..
4 квітня 1919 р. впроваджено в обіг свою валюту — гривню ЗУНР (еквівалентну вартості 1 крони Австро-Угорщини) та карбованець ЗУНР (еквівалент 2 крон Австро-Угорщини). Зарплата педагога склала 2400 гривень, зарплата прем'єра Голубовича С. — 3500 гривень.
2 червня в монастирі василіян Бучача була проведена нарада, на якій розглядали «фатальну» ситуацію на фронті; в результаті якої, а також тодішніх обставин 9 червня вся повнота державної влади була надана Диктатору ЗУНР Е. Петрушевичу. Функції Державного секретаріату поклали на Раду уповноважених Диктатора. Проти диктатури виступили соціалісти Йосип Безпалко, Семен Вітик, яких підтримував Симон Петлюра.

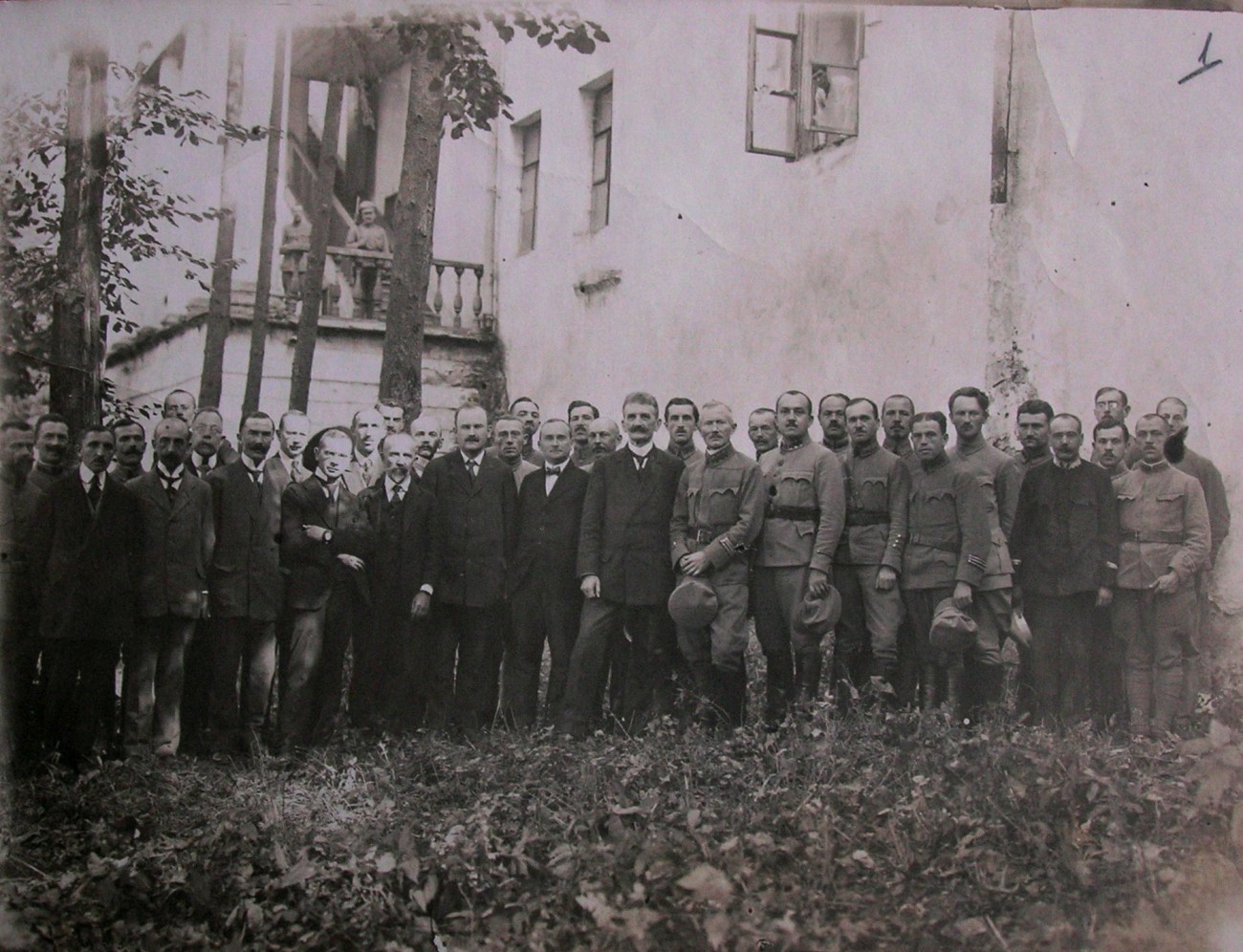
Уряд Західньо-Української Народньої Республіки в Кам'янці. 1919 рік.

Після втрати державної території в липні 1919 керівництво ЗУНР перебувало у Кам'янці-Подільському, від листопада 1919 — в еміграції. 1 серпня 1920 Е. Петрушевич сформував у Відні закордонний (екзильний) уряд ЗУНР. Після рішення Ради послів держав Антанти включити Східну Галичину до Польщі цей уряд припинив існування 15 березня 1923.